# Telosquistàcies
Les telosquistàcies (Teloschistaceae) són una família de fongs ascomicots liquenitzats de l'ordre dels telosquistals (Teloschistales).

## Característiques
Es tracta d'una família de líquens amb una remarcable heterogeneïtat morfològica i ecològica entre els seus membres. Els tal·lus són de tots els tipus, des de fruticulosos o foliosos fins a crustacis, podent ésser tant epífits (que creixen sobre plantes) com endolítics (que creixen dins de roques). El fotobiont acostuma a ésser una alga verda del gènere Trebouxia o altres gèneres relacionats. Els membres d'aquesta família presenten freqüentment antraquinones, uns compostos químics que atorguen als líquens un color groguenc-ataronjat. La classificació taxonòmica de Teloschistaceae ha estat àmpliament debatuda, especialment la seva inserció dins de l'ordre Lecanorales o Teloschistales. Actualment es considera que existeixen tres subfamílies dins de la família Teloschistaceae: Caloplacoideae, Teloschistoideae i Xanthorioideae.

## Llista de gèneres[5]
Fa unes dècades es considerava que hi havia entre 9 i 15 gèneres dins de la família Teloschistaceae, que incloïen entre 525 (segons Hawksworth) i quasi 2.000 espècies diferents, tot i que sempre hi ha hagut molt debat entorn del seu nombre exacte. El 2014 es considerava que existeixen 105 gèneres a la família de les telosquistàcies. La subfamília Caloplacoideae té 30 gèneres, Teloschistoideae en té 24 i Xanthorioideae 41. El gènere amb més espècies és, amb diferència, Caloplaca, amb unes 510 espècies, seguit per Xanthoria, que conté unes 30 espècies, Teloschistes també amb unes 30 espècies i Fulgensia amb aproximadament 10 espècies. Els altres gèneres són majoritàriament monotípics (gèneres que contenen una sola espècie), amb espècies segregades dels quatre gèneres principals.
- Caloplaca Th. Fr.
- Cephalophysis (Hertel) H. Kilias
- Fulgensia Massal. & De Not.
- Huea C.W. Dodge & G.E. Baker
- Ioplaca Poelt.
- Josefpoeltia Kondratyuk & Kärnefelt
- Seirophora Poelt
- Teloschistes Norman
- Xanthodactylon P.A. Duvign.
- Xanthomendoza Kondratyuk & Kärnefelt
- Xanthopeltis R. Sant.
- Xanthoria (Fr.) Th. Fr.

## Galeria d'imatges

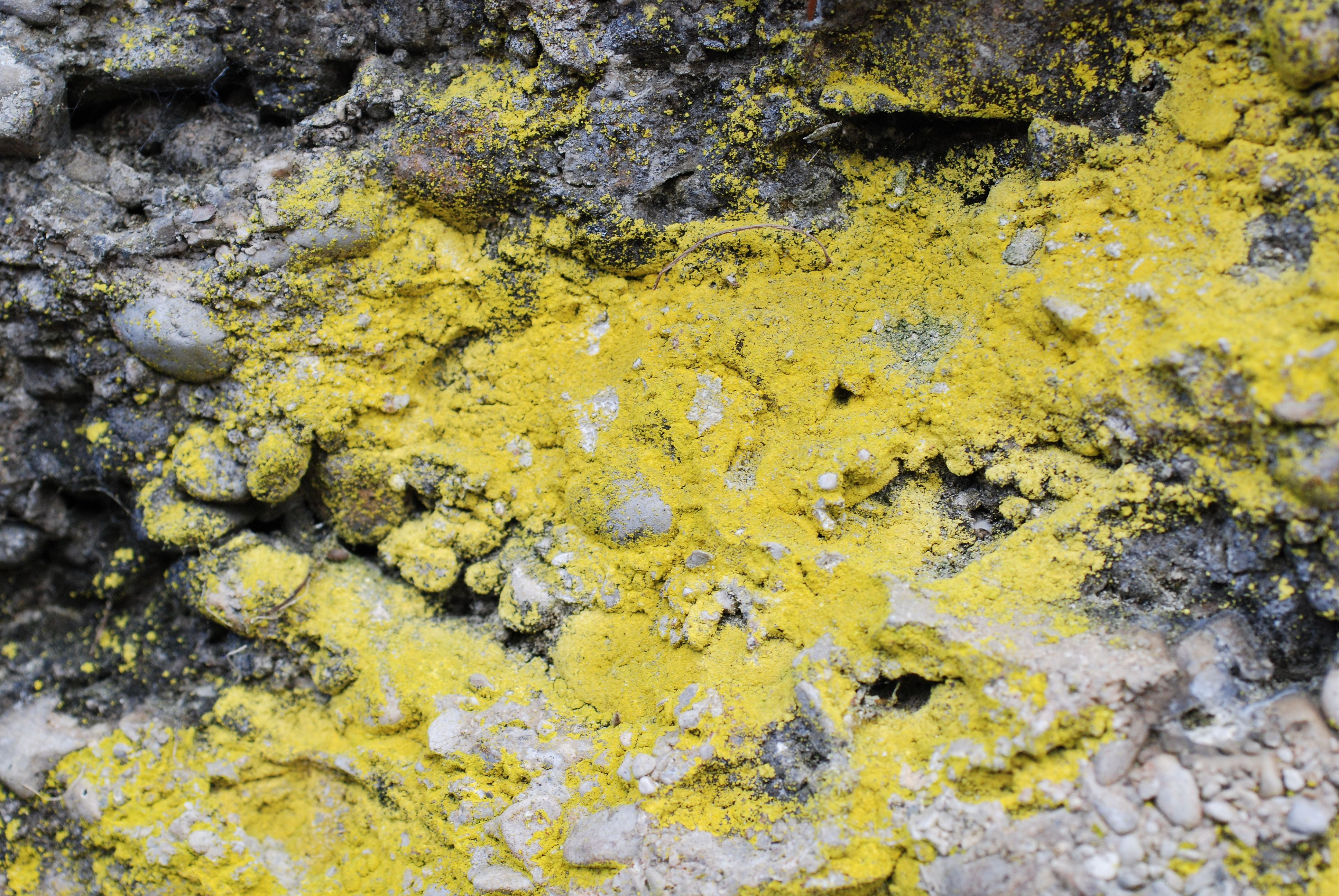
Caloplaca chrysodeta
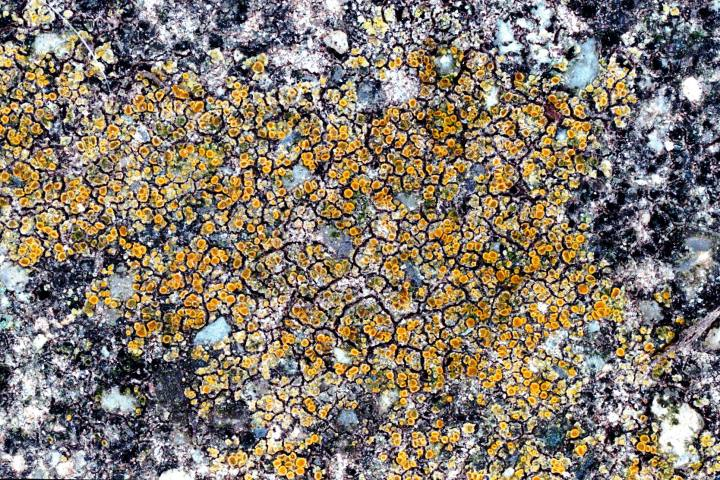
Caloplaca feracissima
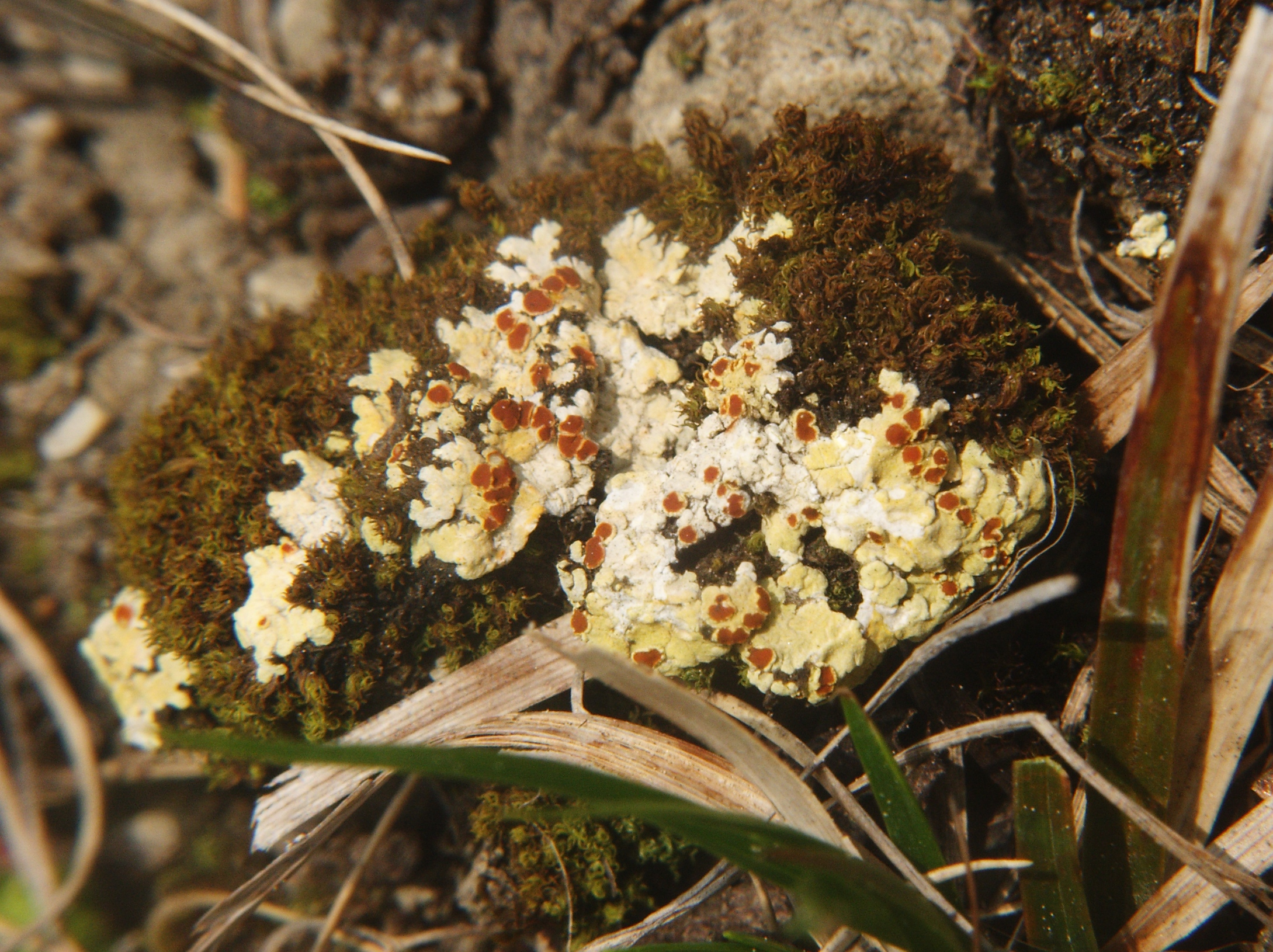
Fulgensia fulgens
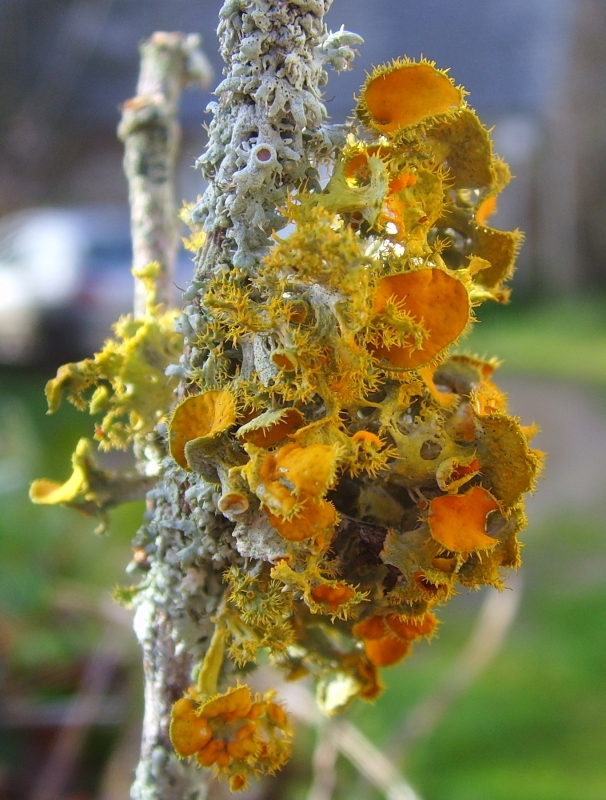
Teloschistes chrysophthalmus
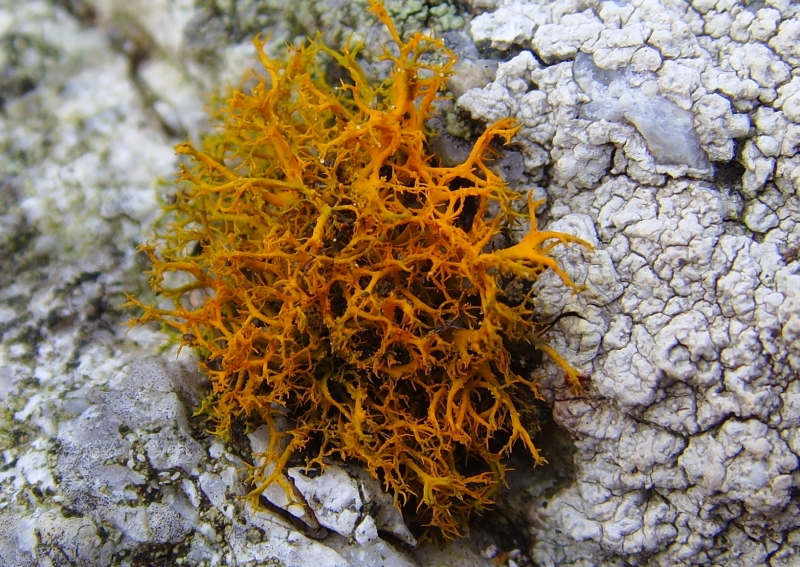
Teloschistes flavicans
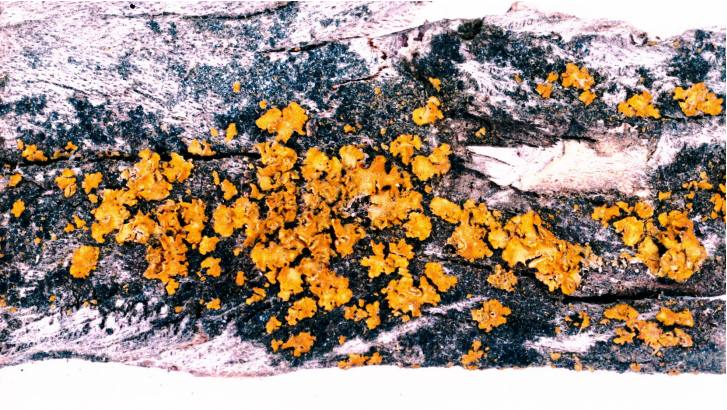
Xanthomendoza fallax.jpg
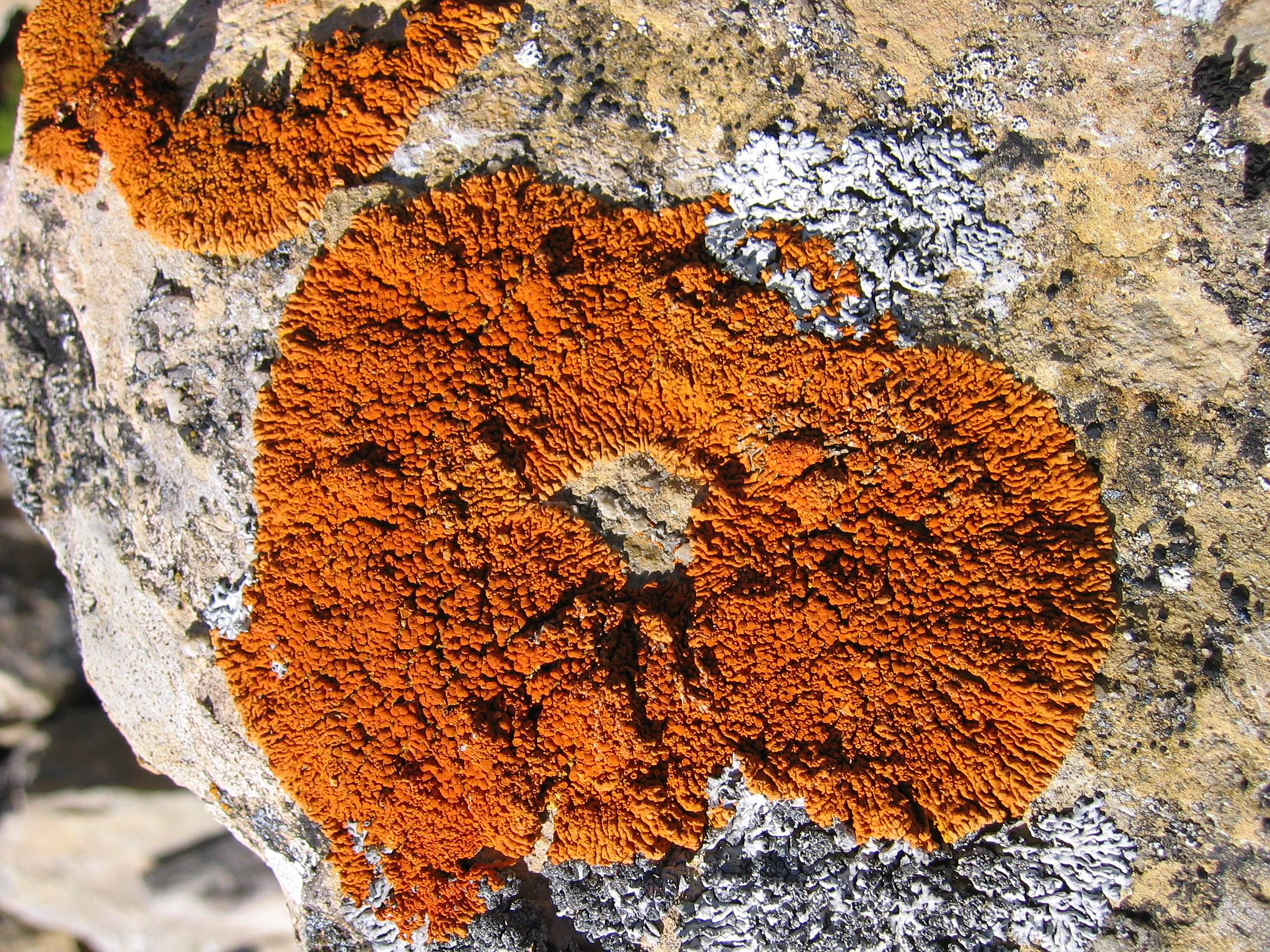
Xanthoria elegans
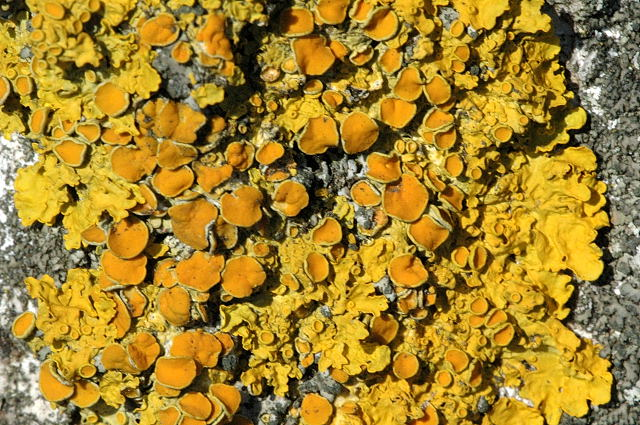
Xanthoria polycarpa